# Hjoggböleträsket
Hjoggböleträsket är en sjö i Skellefteå kommun i Västerbotten och ingår i Bureälvens huvudavrinningsområde. Sjön har en area på 2,96 kvadratkilometer och ligger 42 meter över havet.

## Delavrinningsområde
Hjoggböleträsket ingår i det delavrinningsområde (717325-174660) som SMHI kallar för Utloppet av Hjåggböleträsket. Medelhöjden är 48 meter över havet och ytan är 8,32 kvadratkilometer. Räknas de 91 avrinningsområdena uppströms in blir den ackumulerade arean 812,72 kvadratkilometer. Avrinningsområdets utflöde Bureälven mynnar i havet. Avrinningsområdet består mestadels av skog (32 procent), öppen mark (15 procent) och jordbruk (13 procent). Avrinningsområdet har 2,95 kvadratkilometer vattenytor vilket ger det en sjöprocent på 35,5 procent.